# Ayrton Senna
Ayrton Senna da Silva (br[aˈiʁtõ ˈsẽnɐ dɐ ˈsiwvɐ] ⓘ; n. 21 martie 1960, maternitatea din São Paulo⁠(d), São Paulo, Brazilia – d. 1 mai 1994, Bologna, Emilia-Romagna, Italia) a fost un pilot brazilian de Formula 1, triplu campion mondial în acest sport în 1988, 1990 și 1991, toate titlurile fiind câștigate cu echipa McLaren. Senna este unul dintre cei trei piloți de Formula 1 din Brazilia care au câștigat Campionatul Mondial, reușind 41 de victorii și 65 de pole position-uri, acesta din urmă fiind un record până în 2006. A murit într-un accident în timp ce era la conducerea Marelui Premiu al statului San Marino din 1994, conducând pentru echipa Williams. Senna este considerat de mass-media, comentatori și fani ca fiind unul dintre cei mai mari piloți de F1 din istoria sportului.
Senna și-a început cariera în sporturile cu motor în karting, a trecut apoi la cursele cu monoposturi în 1981 și a câștigat Campionatul Britanic de Formula 3 din 1983. El și-a făcut debutul în Formula 1 cu Toleman-Hart în 1984, înainte de a se muta la Lotus-Renault în anul următor și de a câștiga șase Mari Premii în următoarele trei sezoane. În 1988, s-a alăturat francezului Alain Prost la McLaren-Honda. Împreună au câștigat toate cele 16 Mari Premii din acel an, cu excepția unuia, iar Senna a câștigat primul său Campionat Mondial. Prost a câștigat campionatul în 1989, iar Senna al doilea și al treilea campionat în 1990 și 1991. În 1992, combinația Williams-Renault a început să domine Formula 1. Senna a reușit totuși să termine sezonul 1993 pe locul secund, câștigând cinci curse și negociând trecerea la Williams pentru 1994.
Senna a fost recunoscut pentru viteza sa de calificare pe parcursul unui tur, iar din 1989 până în 2006 a deținut recordul pentru cele mai multe pole position-uri. De asemenea, a fost apreciat pentru performanțele sale pe vreme umedă, printre exemple enumerându-se Marele Premiu al Principatului Monaco din 1984, Marele Premiu al Portugaliei din 1985 și Marele Premiu al Europei din 1993. El deține un recordul de șase victorii la Marele Premiu al Principatului Monaco, este al cincilea cel mai de succes pilot din toate timpurile în ceea ce privește victoriile în curse și a câștigat mai multe curse pentru McLaren decât oricare alt pilot. Senna a atras controverse de-a lungul carierei sale, în special în timpul rivalității sale acerbe cu Prost. În Marele Premiu al Japoniei din 1989 și 1990, ambele curse au decis campionatul acelui an, iar ciocnirile dintre Senna și Prost au determinat eventualul campion mondial.

## Cariera

### Înainte de Formula 1
Ayrton a condus primul său go-kart la vârsta de patru ani, în 1964. Ulterior îi făcea o enormă plăcere să se urce la volanul tractoarelor și mașinilor agricole de la fermele tatălui său, mimând că le conduce.
În 1973 când avea 13 ani a debutat oficial în întrecerile de karting, concurând pentru prima dată pe circuitul de la Interlagos, de lângă Sao Paolo, orașul său natal. Atunci a primit în dar de la tatăl său o cască de culoare galbenă cu două dungi orizontale, una albastră și una verde, reprezentând culorile Braziliei, cască pe care avea să o folosească toată viața.
Cea mai mare performanță a sa din karting a fost titlul continental al Americii de Sud, câștigat în 1977. Senna a participat de mai multe ori și în Campionatul Mondial de karting dar nu a câștigat niciodată. Acesta avea să rămână peste ani marele său regret.
În 1981 se mută în Europa, mai exact în Marea Britanie, unde își face debutul în Formula Ford 1600, câștigând campionatul în primul an. Un an mai târziu promovează în Formula Ford 2000, devenind campion al Marii Britanii și al Europei.
În 1983 a semnat un acord pentru a participa în Formula 3, campionatul britanic, pe care l-a câștigat cu ușurință, stabilind un record de victorii care avea să rămână în picioare mai mult de un deceniu. Atunci atrage atenția unor echipe mari din Formula 1 ca și McLaren, Williams, Brabham și Lotus. Are parte de teste cu toate, dar până la urmă doar Brabham îi oferă un contract de pilot de curse, celelalte trei preferând să îl aibă un an ca și pilot de teste. La Brabham însă era pilot Nelson Piquet, un alt brazilian, care s-a opus venirii lui Senna în echipă, astfel că oferta a căzut, iar Senna a semnat un acord cu Toleman.

### 1984, anul debutului
Alegerea echipei Toleman nu a fost întâmplătoare. În primul rând Senna dorea să debuteze în Formula 1. Apoi Toleman era o echipă mică, resursele financiare și tehnice fiind limitate, ceea ce, în cazul unor rezultate pozitive, promova talentul lui Senna.
Debutul a avut loc în Marele Premiu al Braziliei când s-a clasat al șaisprezecelea pe grila de start - dar cu un timp cu 1,5 secunde mai bun decât cel al colegului său de echipă - neterminând însă cursa din cauza problemelor la turbocompresor. A doua cursă - Marele Premiu al Africii de Sud - i-a adus și primul punct, terminând cursa al șaselea.
Un nou loc șase a precedat Marele Premiu al Republicii San Marino, singura cursă în care Senna nu a reușit să se califice, însă nu din vina sa pentru că în calificări turbocompresorul a cedat, iar echipa nu a avut unul de schimb.
Adevărata sa valoare a fost însă dovedită în Marele Premiu al Principatului Monaco, cursa din acel an având loc pe ploaie. Plecat al treisprezecelea, Senna a avut o evoluție de excepție, iar în turul 19 îl depășește pe Niki Lauda, cel care avea să câștige campionatul în acel an, pentru locul secund. Doar Alain Prost îi mai stătea în calea sa spre prima victorie din Formula 1 când Jackie Ickx, directorul cursei de atunci, a decis să întrerupă cursa, motivând faptul că nu se mai putea concura în condiții de securitate. Practic Senna a fost oprit din drum spre prima sa victorie, pentru că în turul 31 când cursa a fost întreruptă era cu câteva secunde pe tur mai rapid decât Prost. Toată viața sa Senna l-a criticat pe Jackie Ickx pentru decizia sa.
Podiumul de la Monaco nu a fost singurul al anului, acestuia alăturândui-se cele de la Silverstone și Estoril, astfel că Senna termină sezonul cu un total de 13 puncte, clasându-se al nouălea în campionat.
La finalul sezonului trece la Lotus, dar numai după ce și-a cumpărat contractul de la Toleman.

### 1985 - 1987: Alături de Lotus
Deși nu mai câștigase un titlu mondial de ani buni, iar Colin Chapman decedase în 1982, Lotus era în continuare o forță în Formula 1 acelor ani, astfel că alegerea lui Senna a fost una deosebit de înțeleaptă.

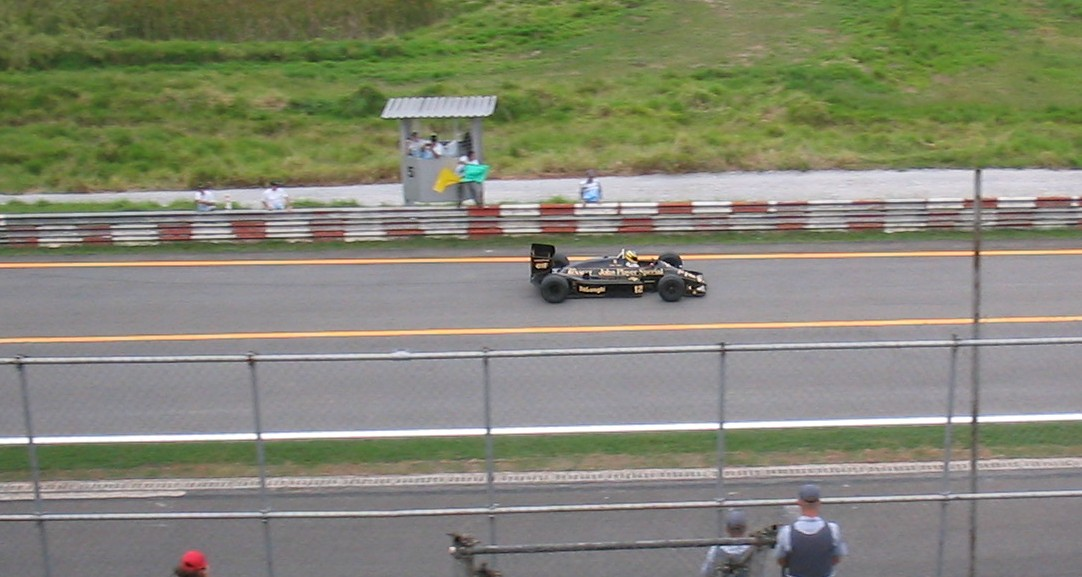
Mașina lui Ayrton din 1985 condusă în 2004 de către nepotul său, Bruno

Primul an la Lotus avea să îi aducă și prima victorie, propulsându-l între piloții de top ai campionatului. Astfel, după un loc patru în Brazilia, la Circuitul Interlagos, acolo unde cu doar câteva luni înainte reușise un podium, a câștigat prima sa cursă, după ce a plecat din pole position, iar la final a stabilit cel mai bun tur de pistă. A fost o cursă pe ploaie, așa cum fusese la Monaco cu un an înainte, astfel că Senna devenise deja un pilot experimentat în astfel de condiții meteo.
Pole position-ul de la Estoril a fost primul dintr-o serie incredibilă de 65, recordul său fiind doborât abia în 2006 de către Michael Schumacher însă acesta din urmă avea mult mai multe curse disputate. Alte două pole-uri consecutive au urmat la Imola și Monaco, însă a trebuit să aștepte câteva luni bune până să câștige din nou, făcând-o în Belgia. Câteva podiumuri și clasări în puncte i-au adus lui Senna un binemeritat loc patru în campionatul mondial, chiar înaintea lui Elio de Angelis, colegul său de echipă de la Lotus.
Al doilea an alături de echipa britanică a fost la fel de productiv, Senna reușind să se impună în cursele din Spania și Statele Unite ale Americii și să obțină opt pole position-uri, cu unul mai mult decât în 1985.
Înaintea sezonului 1987 Lotus a semnat un acord cu Honda privind furnizarea de motoare. De fapt Honda a mers la Lotus să îi facă oferta și nu invers, japonezii dorind să îl aibă pe Senna sub aripa lor protectoare, considerându-l drept cel mai de viitor pilot. Și nu s-au înșelat pentru că în 1987 Senna a terminat sezonul al treilea, după ce a câștigat două curse, la Monaco, prima din cele șase din principat, cinci fiind consecutive, și din nou în SUA. Senna devenise "Honda's greatest son", așa cum însuși Soichiro Honda îl numea.
La finalul anului însă Honda semna un acord cu McLaren, una dintre condiții fiind cooptarea lui Senna ca pilot de către echipa lui Ron Dennis.

### 1988 - 1993: Pe culmile gloriei
Cei șase ani petrecuți la McLaren au fost cei mai productivi din întreaga sa carieră. A câștigat trei titluri mondiale, de alte două ori fiind vicecampion mondial. A câștigat 35 de curse și 49 de pole position-uri.
Dacă la Lotus era liderul detașat al echipei, la McLaren situația era alta, mai ales că noul său coleg de echipă era Alain Prost, dublu campion mondial la acea dată. Cei doi au avut pe parcursul celor două sezoane când au evoluat împreună la McLaren o rivalitate care de cele mai multe ori a depășit limitele sportivității.

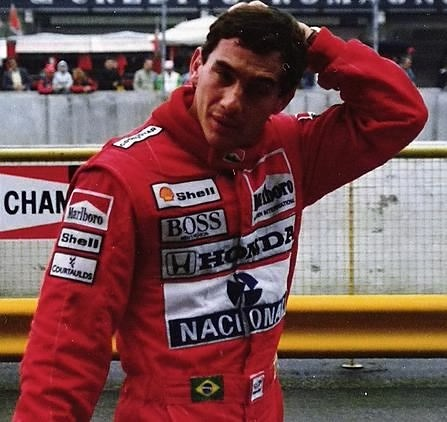
La Imola în 1988

În 1988, primul său an la McLaren, a reușit primul său titlu mondial, după o luptă la cuțite cu Alain Prost. Cei doi au câștigat împreună 15 din cele 16 curse ale sezonului, Senna reușind opt. Deși pe parcursul celor 16 curse Prost a adunat mai multe puncte, la final Senna a câștigat titlul prin prisma deciziei FIA, luată la începutul sezonului, care lua în calcul doar cele mai bune 11 rezultate ale fiecărui pilot.
Rivalitatea dintre Senna și Prost a atins cote maxime în 1989 la Suzuka când atât Senna cât și Prost aveau șanse la titlul mondial. Înainte de cursă cei doi piloți s-au înțeles, în prezența lui Ron Dennis ca acela care va fi primul la capătul primului tur al cursei să câștige. Prost a avut un start mai bun și s-a instalat la conducere, dar Senna era chiar în spatele lui, iar în ultima șicană a turului a intrat într-o depășire pe interior, fiind însă blocat de Prost într-o manieră deloc sportivă. Cei doi au reintrat în cursă, dar Senna a fost ajutat de comisarii de traseu să revină pe pistă. Ceea ce a urmat a fost de domeniul fantasticului: de pe locul 25 la capătul primului tur, Senna a terminat cursa primul. Totuși el a fost descalificat pentru că a revenit pe traseu ajutat de comisarii de cursă, lucru interzis de regulament, iar titlul i-a revenit astfel lui Alain Prost, cel care după acea cursă părăsea McLaren pentru a trece la Ferrari.
Adus pentru a-l înlocui pe Alain Prost, Gerhard Berger nu s-a putut ridica deloc la nivelul lui Senna. Totuși contribuția austriacului în viața lui Senna a fost decisivă, după cum el însuși spunea: "Senna m-a învățat să fiu pilot de Formula 1, eu l-am învățat să se bucure de viață."

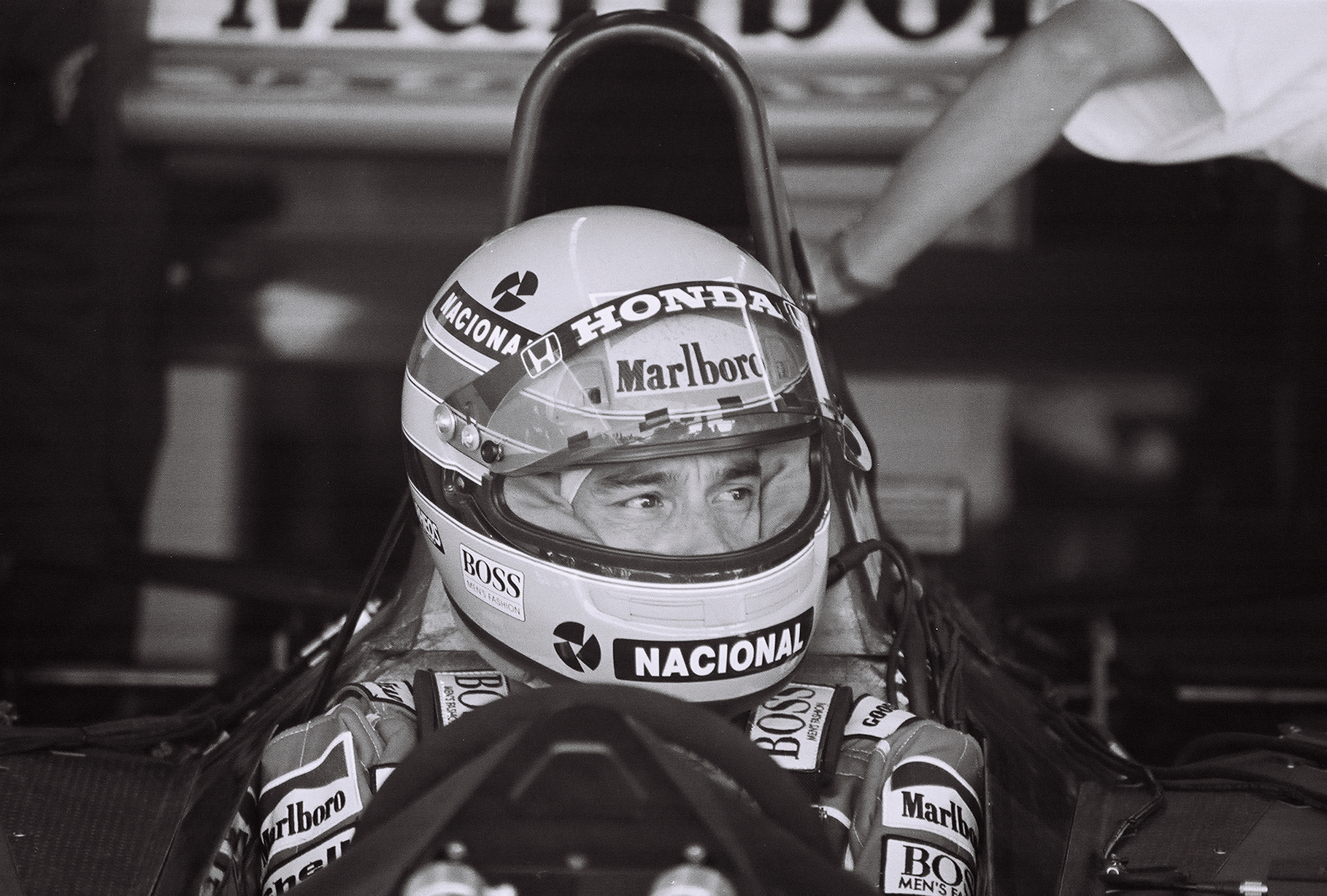
Ayrton Senna la Phoenix în 1991

Senna a reușit în 1990 și 1991 două titluri mondiale consecutive, însă cel din 1990 are și el povestea sa. Deși părăsise McLaren, la Ferrari Prost găsise o echipă capabilă să îl ajute să se bată pentru titlu, astfel că înainte de aceeași cursă de la Suzuka Senna și Prost se duelau pentru titlu. Pentru a-l câștiga Senna avea nevoie de abandonul francezului. Prost a reușit un start mai bun și s-a instalat la conducere, însă Senna l-a lovit din spate în momentul în care cele două mașini intrau în primul viraj, provocând un dublu abandon. A fost polița pe care Senna i-a plătit-o fostului său coleg pentru ce pățise cu un an înainte. FIA a luat imediat poziție mai ales că datele telemetrice au arătat că Senna nu a avut nici cea mai mică intenție de a frâna. După lungi discuții, în care Senna a fost amenințat chiar cu ridicarea superlicenței și excluderea din campionat, FIA a decis totuși să-l încoroneze pe brazilian campion mondial.
În 1992 Williams a fost peste McLaren, Senna neputând să facă mare lucru. A câștigat trei curse în acel an, prima la Monaco după un final electrizant de cursă, o bătălie de zile mari cu Nigel Mansell. În prima parte a cursei Senna rula al treilea, la mare distanță de cele două Williams-uri ale lui Nigel Mansell și Riccardo Patrese, însă a urcat al doilea când Patrese a abandonat. Apoi, spre finalul cursei, Nigel Mansell, care conducea confortabil, are o pană de cauciuc, trebuind să oprească la standuri pentru a schimba pneul, dar a ieșit de la boxe chiar în spatele lui Senna. Timp de trei tururi cei doi s-au duelat în fiecare viraj, în cele din urmă Senna câștigând. Au urmat alte două victorii, în Ungaria și Italia, dar finalul sezonului l-a găsit pe Senna pe locul al patrulea în campionatul mondial.
Dezamăgit de faptul că McLaren nu a putut face față în acel an rivalilor de la Williams, Senna și-a anunțat retragerea din Formula 1 și a plecat în SUA, acolo unde a testat o mașină Indy Car. Ulterior a revenit însă asupra deciziei de retragere și a semnat un nou acord, valabil pentru un singur an, cu McLaren, care avea acum motoare Ford.
Cursa de la Donington Park din 1993 avea să fie una dintre cele mai bune victorii ale sale în Formula 1. Plecat al patrulea, a pierdut un loc la start, dar la finalul primul tur era deja la conducere, după ce a făcut patru depășiri senzaționale. La finalul acelui an Senna, care terminase campionatul pe locul secund, pleca la Williams în căutarea celui de-al patrulea său titlu mondial.

### 1994: Ultimele trei curse
Ayrton s-a despărțit de McLaren după ce câștigase cursele din Japonia și Australia, ultimele sale două victorii în Formula 1, înainte de a trece la Williams acolo unde îl înlocuia pe Alain Prost și era privit drept principalul candidat la titlul suprem al anului.
A ocupat pole position-ul în Brazilia în prima cursă a anului, dar a abandonat din motive tehnice. De un scenariu similar a avut parte și în a doua cursă când a fost din nou în pole position și din nou a abandonat, de această dată fiind scos de pe pistă de Nicola Larini în primul viraj al cursei.
Apoi a venit cursa de la Imola, cea mai neagră din întreaga istorie a Campionatului Mondial de Formula 1. În timpul calificărilor de vineri Rubens Barrichello are parte de un accident foarte serios, dar brazilianul scapă cu viață. Apoi, după numai o zi, Roland Ratzenberger suferă un accident fatal. Vizibil marcat de aceste două evenimente, pe Rubens Barrichello îl considera urmașul său, Senna stătea în expectativă, neștiind dacă să concureze sau nu. Îi telefonează lui Alain Prost, cei doi se împăcaseră între timp, și îi spune că îi este frică să concureze, dar francezul îl convinge să o facă.
Până la urmă decide să concureze, la urma urmei avea neapărată nevoie de victorie pentru că Michael Schumacher avea deja 20 puncte, iar el nici unul, iar în cazul în care va câștiga avea deja pregătit steagul Austriei pe care dorea să îl fluture în vânt în memoria lui Roland Ratzenberger.
A plecat în cursă ca din pușcă, instalându-se la conducerea cursei, neștiind că seria evenimentelor negre va continua. Pe grilă Benetton-ul lui JJ Letho refuză să pornească, iar finlandezul este lovit puternic din spate de Pedro Lamy, astfel că era necesară neutralizarea cursei. După cinci tururi în spatele Safety car-ului, cursa se reia, însă în turul șapte mașina lui Senna refuză să mai poată fi controlată în virajul Tamburello, ieșind în decor, izbindu-se de zidul de beton la o viteză de 218 km/h. Cu doar două secunde înainte de impact viteza era de 312 km/h.

## Decesul

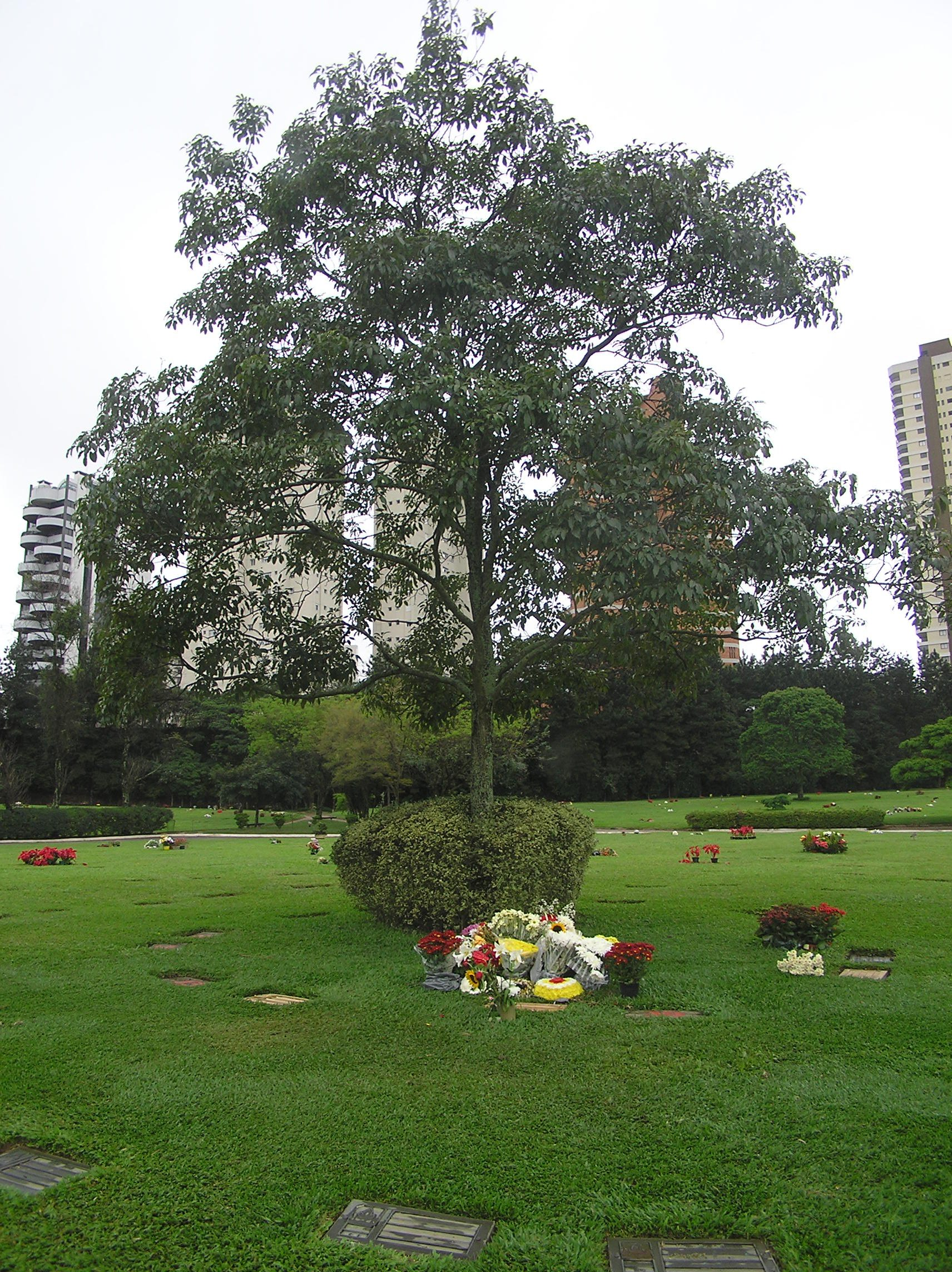
Mormântul

În urma impactului Ayrton Senna a suferit severe răni ale creierului. Ajuns imediat la fața locului Profesorul Sid Watkins era conștient de acest fapt, toate încercările sale de a-l revitaliza fiind sortite eșecului. Senna este transportat cu elicopterul la spitalul din Bologna unde medicii au constatat decesul în jurul orei 18:03, ora locală.
Decesul său a fost cauzat de o bucată de suspensie care s-a desprins în momentul impactului și l-a lovit chiar deasupra ochiului drept, casca sa nerezistând.
Ayrton Senna avea 34 de ani. Este înmormântat la cimitirul Morumbi din Sao Paolo.

## Cariera în Formula 1
| Sezon | Echipă                         | Număr puncte | Loc clasament general |
| ----- | ------------------------------ | ------------ | --------------------- |
| 1984  | Toleman Group Motorsport       | 13           | 9                     |
| 1985  | John Player Special Team Lotus | 38           | 4                     |
| 1986  | John Player Special Team Lotus | 55           | 4                     |
| 1987  | Camel Team Lotus Honda         | 57           | 3                     |
| 1988  | Honda Marlboro McLaren         | 90           | 1                     |
| 1989  | Honda Marlboro McLaren         | 60           | 2                     |
| 1990  | Honda Marlboro McLaren         | 78           | 1                     |
| 1991  | Honda Marlboro McLaren         | 96           | 1                     |
| 1992  | Honda Marlboro McLaren         | 50           | 4                     |
| 1993  | Marlboro McLaren               | 73           | 2                     |
| 1994  | Rothmans Williams Renault      | 0            | -                     |

## Video Clipuri
- Incidentul de la Suzuka din 1989